# Zwitsers voetbalelftal in 2012
Het Zwitsers voetbalelftal speelde negen interlands in het jaar 2012, waaronder vier duels in de kwalificatiereeks voor het WK voetbal 2014 in Brazilië. De selectie stond onder leiding van de Duitse bondscoach Ottmar Hitzfeld. Op de in 1993 geïntroduceerde FIFA-wereldranglijst steeg Zwitserland in 2012 van de zestiende (januari 2012) naar de twaalfde plaats (december 2012).

## Balans
| Wedstrijden | Wedstrijden | Wedstrijden | Wedstrijden | Doelpunten | Doelpunten | Doelpunten | Punten |
| Gespeeld    | Winst       | Gelijk      | Verlies     | Voor       | Tegen      | Saldo      | Punten |
| ----------- | ----------- | ----------- | ----------- | ---------- | ---------- | ---------- | ------ |
| 9           | 6           | 1           | 2           | 19         | 11         | +8         | 1.444  |

## Interlands
|                                                                  |                     |       |                                                             |                                                                                |
| 29 februari Vriendschappelijk № 721 «onderlinge duels» 20:30 uur | Zwitserland         | 1 – 3 | Argentinië                                                  | Stade de Suisse, Bern Toeschouwers: 30.250 Scheidsrechter: Florian Meyer (GER) |
| 29 februari Vriendschappelijk № 721 «onderlinge duels» 20:30 uur | Xherdan Shaqiri 49' |       | 20' Lionel Messi 87' Lionel Messi 90+1' (pen.) Lionel Messi | Stade de Suisse, Bern Toeschouwers: 30.250 Scheidsrechter: Florian Meyer (GER) |

|                                                             |                                                                                                  |       |                                                    |                                                                                 |
| 26 mei Vriendschappelijk № 722 «onderlinge duels» 17:00 uur | Zwitserland                                                                                      | 5 – 3 | Duitsland                                          | St. Jakob-Park, Bazel Toeschouwers: 27.381 Scheidsrechter: Antony Gautier (FRA) |
| 26 mei Vriendschappelijk № 722 «onderlinge duels» 17:00 uur | Eren Derdiyok 21' Eren Derdiyok 23' Eren Derdiyok 50' Stephan Lichtsteiner 67' Admir Mehmedi 76' |       | 45' Mats Hummels 64' André Schürrle 72' Marco Reus | St. Jakob-Park, Bazel Toeschouwers: 27.381 Scheidsrechter: Antony Gautier (FRA) |

|                                                             |             |                     |          |                                                                             |
| 30 mei Vriendschappelijk № 723 «onderlinge duels» 20:15 uur | Zwitserland | 0 – 1               | Roemenië | Swissporarena, Luzern Toeschouwers: 11.850 Scheidsrechter: Svein Moen (NOR) |
| 30 mei Vriendschappelijk № 723 «onderlinge duels» 20:15 uur |             | 56' Gheorghe Grozav |          | Swissporarena, Luzern Toeschouwers: 11.850 Scheidsrechter: Svein Moen (NOR) |

|                                                                  |                         |       |                                                                                    |                                                                                 |
| 15 augustus Vriendschappelijk № 725 «onderlinge duels» 20:30 uur | Kroatië                 | 2 – 4 | Zwitserland                                                                        | Poljud Stadion, Split Toeschouwers: 10.000 Scheidsrechter: Antonio Damato (ITA) |
| 15 augustus Vriendschappelijk № 725 «onderlinge duels» 20:30 uur | Eduardo 20' Eduardo 64' |       | 11' Granit Xhaka 37' Tranquillo Barnetta 51' Mario Gavranović 81' Mario Gavranović | Poljud Stadion, Split Toeschouwers: 10.000 Scheidsrechter: Antonio Damato (ITA) |

|                                                                        |          |                                   |             |                                                                                         |
| 7 september WK-kwalificatie Groep E № 726 «onderlinge duels» 20:30 uur | Slovenië | 0 – 2                             | Zwitserland | Stožice Stadion, Ljubljana Toeschouwers: 13.213 Scheidsrechter: Paolo Tagliavento (ITA) |
| 7 september WK-kwalificatie Groep E № 726 «onderlinge duels» 20:30 uur |          | 20' Granit Xhaka 51' Gökhan Inler |             | Stožice Stadion, Ljubljana Toeschouwers: 13.213 Scheidsrechter: Paolo Tagliavento (ITA) |

|                                                                         |                                             |       |         |                                                                                 |
| 11 september WK-kwalificatie Groep E № 727 «onderlinge duels» 20:30 uur | Zwitserland                                 | 2 – 0 | Albanië | Swissporarena, Luzern Toeschouwers: 16.500 Scheidsrechter: Ovidiu Hategan (ROE) |
| 11 september WK-kwalificatie Groep E № 727 «onderlinge duels» 20:30 uur | Xherdan Shaqiri 23' Gökhan Inler 68' (pen.) |       |         | Swissporarena, Luzern Toeschouwers: 16.500 Scheidsrechter: Ovidiu Hategan (ROE) |

|                                                                       |                      |       |                     |                                                                                  |
| 12 oktober WK-kwalificatie Groep E № 728 «onderlinge duels» 20:30 uur | Zwitserland          | 1 – 1 | Noorwegen           | Stade de Suisse, Bern Toeschouwers: 31.516 Scheidsrechter: David Fernández (ESP) |
| 12 oktober WK-kwalificatie Groep E № 728 «onderlinge duels» 20:30 uur | Mario Gavranović 79' |       | 81' Brede Hangeland | Stade de Suisse, Bern Toeschouwers: 31.516 Scheidsrechter: David Fernández (ESP) |

|                                                             |         |                                              |             |                                                                                  |
| 16 oktober WK-kwalificatie Groep E № 729 «onderlinge duels» | IJsland | 0 – 2                                        | Zwitserland | Laugardalsvöllur, Reykjavík Toeschouwers: 8.369 Scheidsrechter: Alan Kelly (IRL) |
| 16 oktober WK-kwalificatie Groep E № 729 «onderlinge duels» |         | 66' Tranquillo Barnetta 79' Mario Gavranović |             | Laugardalsvöllur, Reykjavík Toeschouwers: 8.369 Scheidsrechter: Alan Kelly (IRL) |

|                                                        |                              |       |                                         |                                                                                             |
| 14 november Vriendschappelijk № 730 «onderlinge duels» | Tunesië                      | 1 – 2 | Zwitserland                             | Stade Olympique de Sousse, Sousse Toeschouwers: 1.500 Scheidsrechter: Cecil Fleischer (GHA) |
| 14 november Vriendschappelijk № 730 «onderlinge duels» | Fakhereedine Ben Youssef 59' |       | 39' Eren Derdiyok 90+5' Xherdan Shaqiri | Stade Olympique de Sousse, Sousse Toeschouwers: 1.500 Scheidsrechter: Cecil Fleischer (GHA) |

## FIFA-wereldranglijst
| JAN | FEB | MAR | APR | MEI | JUN | JUL | AUG | SEP | OKT | NOV | DEC |
| --- | --- | --- | --- | --- | --- | --- | --- | --- | --- | --- | --- |
| 16  | 16  | 18  | 18  | 18  | 21  | 21  | 23  | 20  | 15  | 16  | 12  |

## Statistieken
| Diego Benaglio       | 1983-09-08 | VfL Wolfsburg       | 7 | 0 | 0 | 48 | 0 |
| Yann Sommer          | 1988-12-17 | FC Basel            | 2 | 0 | 0 | 2  | 0 |
| Marco Wölfli         | 1982-08-22 | BSC Young Boys      | 0 | 1 | 0 | 11 | 0 |
| Verdediging          |            |                     |   |   |   |    |   |
| Stephan Lichtsteiner | 1984-01-16 | Juventus            | 9 | 0 | 1 |    |   |
| Johan Djourou        | 1987-01-18 | Hannover 96         | 7 | 1 | 0 |    |   |
| Ricardo Rodríguez    | 1992-08-25 | VfL Wolfsburg       | 6 | 1 | 0 |    |   |
| Steve von Bergen     | 1983-06-10 | US Palermo          | 6 | 1 | 0 |    |   |
| Reto Ziegler         | 1986-01-16 | Fenerbahçe SK       | 3 | 2 | 0 |    |   |
| Philippe Senderos    | 1985-02-14 | Fulham FC           | 3 | 0 | 0 |    |   |
| Timm Klose           | 1988-05-09 | 1. FC Nürnberg      | 1 | 1 | 0 |    |   |
| François Affolter    | 1991-03-13 | BSC Young Boys      | 1 | 0 | 0 |    |   |
| Michel Morganella    | 1989-05-17 | US Palermo          | 0 | 1 | 0 |    |   |
| Middenveld           |            |                     |   |   |   |    |   |
| Gökhan İnler         | 1984-06-27 | SSC Napoli          | 9 | 0 | 2 |    |   |
| Granit Xhaka         | 1992-09-27 | Borussia M'gladbach | 9 | 0 | 2 |    |   |
| Tranquillo Barnetta  | 1985-05-22 | Schalke 04          | 7 | 0 | 2 |    |   |
| Valon Behrami        | 1985-04-19 | SSC Napoli          | 5 | 1 | 0 |    |   |
| Blerim Džemaili      | 1986-04-12 | SSC Napoli          | 2 | 5 | 0 |    |   |
| Gelson Fernandes     | 1986-09-02 | FC Sion             | 1 | 3 | 0 |    |   |
| Fabian Frei          | 1989-01-08 | FC Basel            | 1 | 0 | 0 |    |   |
| Alain Wiss           | 1990-08-21 | FC Luzern           | 0 | 2 | 0 |    |   |
| Adrian Winter        | 1986-07-08 | FC Luzern           | 0 | 1 | 0 |    |   |
| Aanval               |            |                     |   |   |   |    |   |
| Xherdan Shaqiri      | 1991-10-10 | Bayern München      | 7 | 0 | 3 |    |   |
| Eren Derdiyok        | 1988-06-12 | TSG Hoffenheim      | 6 | 1 | 4 |    |   |
| Admir Mehmedi        | 1991-03-16 | Dynamo Kiev         | 4 | 2 | 1 |    |   |
| Valentin Stocker     | 1989-04-12 | FC Basel            | 2 | 3 | 0 | 14 | 3 |
| Mario Gavranović     | 1989-11-24 | FC Zürich           | 1 | 2 | 4 |    |   |
| Innocent Emeghara    | 1989-05-27 | AC Siena            | 0 | 3 | 0 | 8  | 0 |
| Nassim Ben Khalifa   | 1992-01-13 | Grasshopper Zürich  | 0 | 1 | 0 |    |   |
| Josip Drmić          | 1992-08-08 | FC Zürich           | 0 | 1 | 0 | 1  | 0 |
| Izet Hajrović        | 1991-08-04 | Grasshopper Zürich  | 0 | 1 | 0 | 1  | 0 |
| Matías Vitkieviez    | 1985-05-16 | Servette FC Genève  | 0 | 1 | 0 |    |   |